# ليال مكارثي
ليال مكارثي (بالإنجليزية: Lyall McCarthy)‏ هو مدرب تجديف أسترالي، ولد في 19 مايو 1956.

## وصلات خارجية
- ليال مكارثي على موقع الاتحاد الدولي للتجديف (الإنجليزية)